# Mns Aki Neungoh
Mns Aki Neungoh is een bestuurslaag in het regentschap Pidie Jaya van de provincie Atjeh, Indonesië. Mns Aki Neungoh telt 140 inwoners (volkstelling 2010).